# チュルノメリ
チュルノメル（Črnomelj, ドイツ語: Tschernembl）は、スロベニアの市である。クロアチアとの国境を接している。

## 出身者
- チュルネンブル家 Tschernembl - 貴族。ハンガリー王妃も出したことがある。